# Corrha pandesma
Corrha pandesma är en fjärilsart som beskrevs av Oswald Beltram Lower 1902. Corrha pandesma ingår i släktet Corrha och familjen nattflyn. Inga underarter finns listade i Catalogue of Life.